# 朔尔反应
朔尔反应（德語：Scholl-Reaktion）指两分子芳烃在路易斯酸和质子酸存在下偶联为联芳烃。
常用的反应试剂有氯化铁-二氯甲烷；氯化铜、(双(三氟乙酰氧基)碘)苯和三氟化硼醚络合物在二氯甲烷中的溶液，以及五氯化钼和四乙酸铅与三氟化硼在乙腈中的溶液。
反应所需温度较高，亦需要强酸性催化剂，因此反应产率一般较低，应用很少。分子内的朔尔反应效果较分子间反应效果为好，例如下图中9-苯基芴的制取：
以及从1-苯基苯并蒽的环化制取二苯并-(a.1)-芘（产率66%）：

## 应用
1、用于合成高度复杂的多环芳烃体系：
2、用于三亚苯基的合成，作为铃木反应的替代物。产物寡聚的副反应可通过引入体积较大的叔丁基来解决

## 反应机理
反应的具体机理仍不清楚，可能经过芳正离子。与亲电芳香取代反应类似，甲氧基等活化基可促使此反应进行，使产率和选择性提高：